# Sønderjyske Motorvej
Sønderjyske Motorvej er en motorvej, der går fra Kolding til Frøslev (grænsen til Tyskland) og er en del af europavej E45. 
Motorvejen sammenfletter med Taulovmotorvejen ved Motorvejskryds Kolding og fortsætter vest om Kolding videre ned til Frøslev, hvor den i Tyskland fortsætter som A7. Motorvejen A7 er med 962 kilometer den længste tyske motorvej.

Sønderborgmotorvejen mellem Kliplev og Sønderborg har forbindelse med Sønderjyske Motorvej i et motorvejskryds nord for Kliplev.

## Historie
| Motorvejsetaper | Motorvejsetaper             | Motorvejsetaper | Motorvejsetaper             | Motorvejsetaper | Motorvejsetaper | Motorvejsetaper | Motorvejsetaper                                                             |
| Fra             | Frakørsel                   | Til             | Frakørsel                   | Vejbaner        | Kilometer       | Åbningsår       | Bemærkninger                                                                |
| --------------- | --------------------------- | --------------- | --------------------------- | --------------- | --------------- | --------------- | --------------------------------------------------------------------------- |
| Herslev         | Motorvejskryds Skærup       | Nørre Stenderup | Motorvejskryds Kolding      | 4               |                 | 1980            |                                                                             |
| Nørre Stenderup | Motorvejskryds Kolding      | Bramdrupdam     | 62                          | 4*              |                 | 1970            |                                                                             |
| Bramdrupdam     | 62                          | Kolding Øst     |                             | 4               |                 | 1970            | Motorvejen er i 2000 blevet degraderet til motortrafikvej                   |
| Bramdrupdam     | 62                          | Harte           | Motorvejskryds Kolding Vest | 4*              |                 | 1973            |                                                                             |
| Harte           | Motorvejskryds Kolding Vest | Christiansfeld  | 66                          | 4               |                 | 1974            | Motorvejen fortsatte direkte over i rute 170                                |
| Christiansfeld  | 66                          | Skovby          | 69                          | 4               |                 | 1984            |                                                                             |
| Skovby          | 69                          | Rise-Hjarup     |                             | 4               |                 | 1981            | Motorvejen fortsatte direkte over i rute 170                                |
| Rise-Hjarup     |                             | Frøslev         |                             | 4               |                 | 1978            | Ved Rise-Hjarup var motorvejen midlertidigt tilsluttet landevejen mod Bodum |

* 6 vejbaner fra 2028